# Achaearanea canionis
Achaearanea canionis är en spindelart som först beskrevs av Chamberlin och Willis J. Gertsch 1929.  Achaearanea canionis ingår i släktet Achaearanea och familjen klotspindlar. Inga underarter finns listade i Catalogue of Life.